# Iulian Cristea
Iulian Lucian Cristea (Mediaș, 17 luglio 1994) è un calciatore rumeno, difensore dell'U Cluj.

## Palmarès

### Club

#### Competizioni nazionali
- Coppa di Romania: 1

FCSB: 2019-2020